# Magierów (województwo mazowieckie)
Magierów – wieś w Polsce położona w województwie mazowieckim, w powiecie radomskim, w gminie Skaryszew.
W latach 1975–1998 miejscowość administracyjnie należała do województwa radomskiego.
Wierni Kościoła rzymskokatolickiego należą do parafii św. Jakuba Apostoła w Skaryszewie.

## Historia
W wieku XIX Magierów to wieś włościańska w powiecie radomskim, gminie Gębarzew (ob.), parafii Skaryszew; odległy 9 wiorst od Radomia.
Spis z roku 1827 3 domy, 24 mieszkańców 33 mórg  ziemi.